# 毛一言
毛一言（？年—？年），浙江绍兴卫軍籍，台州府临海县人。明朝官员，嘉靖丙戌進士。

## 生平
正德八年（1513年）癸酉科浙江鄉試舉人，嘉靖五年（1526年）丙戌科第二甲第三十二名進士。官至陕西按察司延綏管粮佥事，二十五年十月因挪用军粮被罷官，後黜为民。